# یواس‌اس وارن (ای‌پی‌ای-۵۳)
یواس‌اس وارن (ای‌پی‌ای-۵۳) (به انگلیسی: USS Warren (APA-53)) یک کشتی بود که طول آن 468 ft 8 in بود. این کشتی در سال ۱۹۴۲ ساخته شد.